# 吴寅伯
吴寅伯（1910年—2004年），原名吴于亮，男，江苏镇江人，中国摄影家，曾任中国摄影学会常务理事。